# تيفاني لام
تيفاني لام (بالإنجليزية: Tiffany Lam)‏ هي ممثلة أمريكية، ولدت في 25 أكتوبر 1980 في هونغ كونغ في الصين.